# Добробутна вулиця (Київ)
Добро́бутна ву́лиця — вулиця у Солом'янському районі міста Києва, селище Жуляни. Пролягає від початку забудови (офіційно — від вулиці Сергія Колоса, проте станом на 2015 рік вулиця ще не доведена) до Грушевої вулиці.

## Історія
Вулиця виникла у середині 2010-х років. Сучасна назва — з 2015 року.